# Этциони, Амитай
Амитай Этциони (ивр. אמיתי עציוני‎, англ. Amitai Etzioni; 4 января 1929, Кёльн, Германия — 31 мая 2023; имя при рождении Вернер Фальк (нем. Werner Falk)) — американский социолог, который известен своими работами в области социологии организации, социоэкономики, коммунитаризма, социальной и политической философии, теории международных отношений (формирования новой глобальной архитектуры). Он был одним из основателей коммунитарных движений в начале 1990-х годов, а также основателем коммунитарных сетей для распространения идей движения.

## Биография

### До окончания университета
Амитай Этциони родился в Кёльне в 1929 году. Его семья бежала в подмандатную Палестину в 1930-е годы. Этциони закончил Еврейский университет в Иерусалиме (бакалавриат в 1954 году, магистратура — в 1956 году). Там среди его преподавателей был Мартин Бубер. В 1958 году получил степень PhD по социологии в Калифорнийском университете в Беркли.

### После окончания университета
20 лет (1958-78) был профессором социологии Колумбийского университета, заведовал кафедрой. Работал в Брукингсовском институте (в 1978) и в 1979—1980 гг. — старшим советником Белого Дома. В 1980 году он был назначен первым университетским профессором Университета Джорджа Вашингтона, где является директором Института изучения коммунитарной политики. Этциони был президентом Американской социологической ассоциации в 1994-95, В 1989 году им было основано Общество социально-экономических исследований, в 1993 году — неправительственная организация «Коммунитарные сети» (Communitarian Network). С 1993 года он является основателем и редактором ежеквартального журнала «The Responsive Community». В его работах подчеркивается значимость для всех обществ тщательного выстраивания баланса между правами и обязанностями, самостоятельностью и порядком. Является также действительным членом Американской академии наук и искусств.

## Личная жизнь
Профессор Этциони женат третьим браком и имеет двух сыновей от первого брака и трёх от второго. Жил в Вашингтоне, федеральный округ Колумбия.

## Научная деятельность
Амитай Этциони ввёл в оборот термин макджоб (McJob) в своей статье «McJobs вредны для детей». Этим термином обозначается низкооплачиваемая бесперспективная работа, без шансов сделать карьеру, преимущественно в сетях быстрого питания.

### На английском
- A Comparative Analysis of Complex Organizations. — Glencoe, Ill: Free Press, 1961.
- Modern Organizations. — Englewood Cliffs, N.J.: Prentice-Hall, 1964.
- Winning Without War. — Garden City, N.Y.: Doubleday, 1964.
  - Победа без войны. — М. : Прогресс, 1965. — 227, [2] с. — Рассылается по специальному списку
- The Moon-Doggle: Domestic and International Implications of the Space Race. — Garden City, N.Y.: Doubleday, 1964.
- Political Unification: A Comparative Study of Leaders and Forces. — New York: Holt, Rinehart and Winston, 1965.
- The Active Society: A Theory of Societal and Political Processes. — New York: Free Press, 1968. — ISBN 0029095905.
- Genetic Fix: the Next Technological Revolution. — New York: Macmillan Publishing Co., Inc., 1973. — ISBN 0060904283.
- An Immodest Agenda: Rebuilding America Before the 21st Century. — New York: McGraw-Hill Co., 1983. — ISBN 0070197237.
- Capital Corruption: the New Attack on American Democracy. — New York: Harcourt Brace Jovanovich, 1984. — ISBN 0151154694.
- The Moral Dimension: Toward a New Economics. — New York: The Free Press, 1988. — ISBN 0029099005.
- The Spirit of Community: Rights, Responsibilities and the Communitarian Agenda. — New York: Crown Publishers, Inc., 1993. — ISBN 0517592770.
- The New Golden Rule: Community and Morality in a Democratic Society. — New York: Basic Books, 1997. — ISBN 0465052975.
- The Limits of Privacy. — New York, NY: Basic Books, 1999. — ISBN 046504090X.
- The Monochrome Society. — Princeton: Princeton University Press, 2001. — ISBN 0691070903.
- Political Unification Revisited: On Building Supernational Communities. — Lexington Books, 2001. — ISBN 0739102729.
- Next: The Road to the Good Society. New York: Basic Books, 2001. — ISBN 0465020909.
- My Brother’s Keeper: A Memoir and a Message. — Rowman & Littlefield, 2003. — ISBN 0742521583.
- How Patriotic is the Patriot Act? — New York: Routledge, 2004. — ISBN 0415950473.
- From Empire to Community. — New York: Palgrave Macmillan, 2004. — ISBN 0300108575.
  - От империи к сообществу: новый подход к международным отношениям. / Пер. с англ. под ред. В. Л. Иноземцева. — М. : Ладомир, 2004. — XLI, 342 с. — ISBN 5-86218-460-0
- Security First: For a Muscular, Moral Foreign Policy. — New Haven: Yale University Press, 2007. — ISBN 9780300108576.